# Каролинская пехота

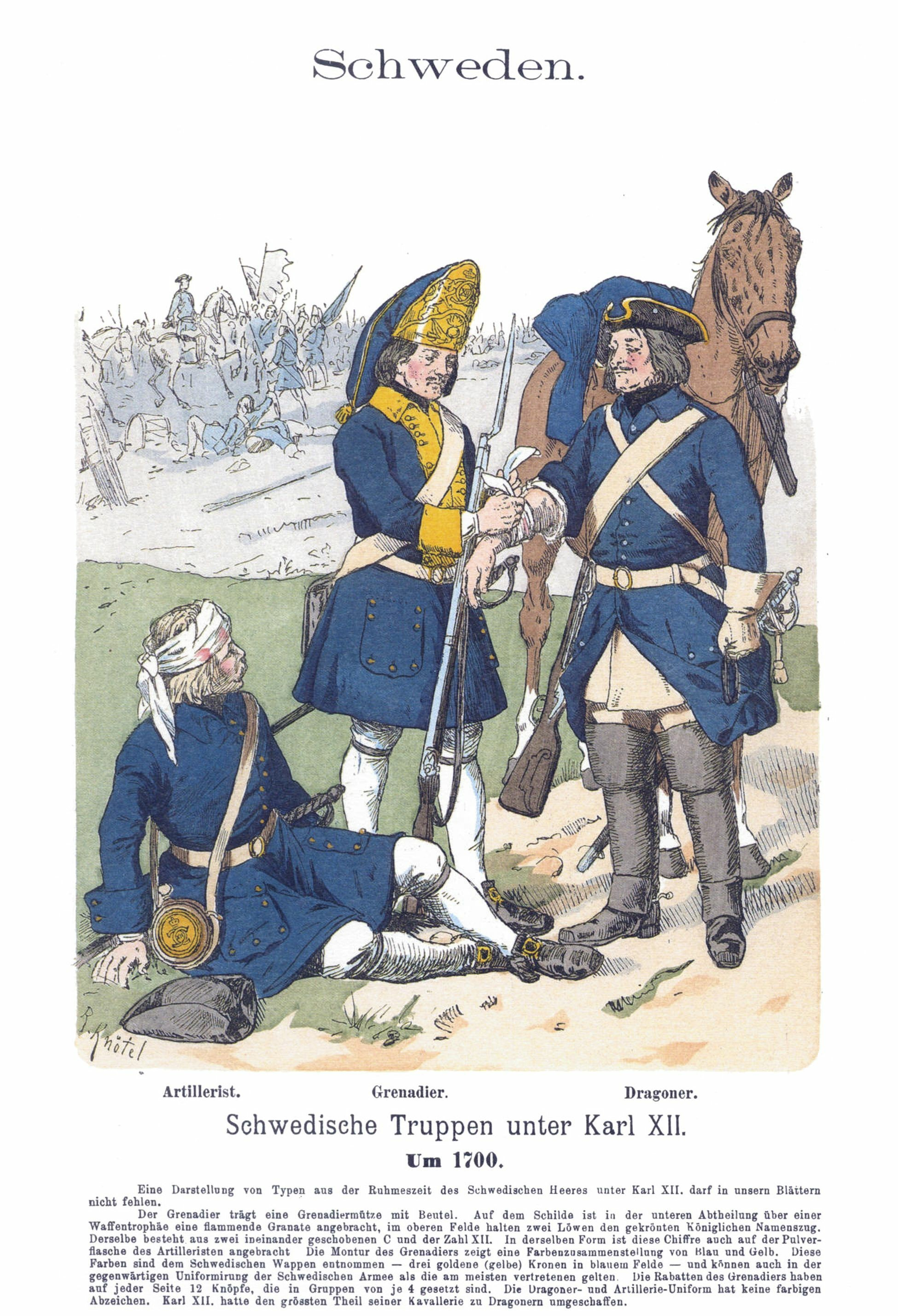
Шведские солдаты в 1700 году: артиллерист, гренадер и драгун. Акварель Рихарда Кнётеля 1890 года

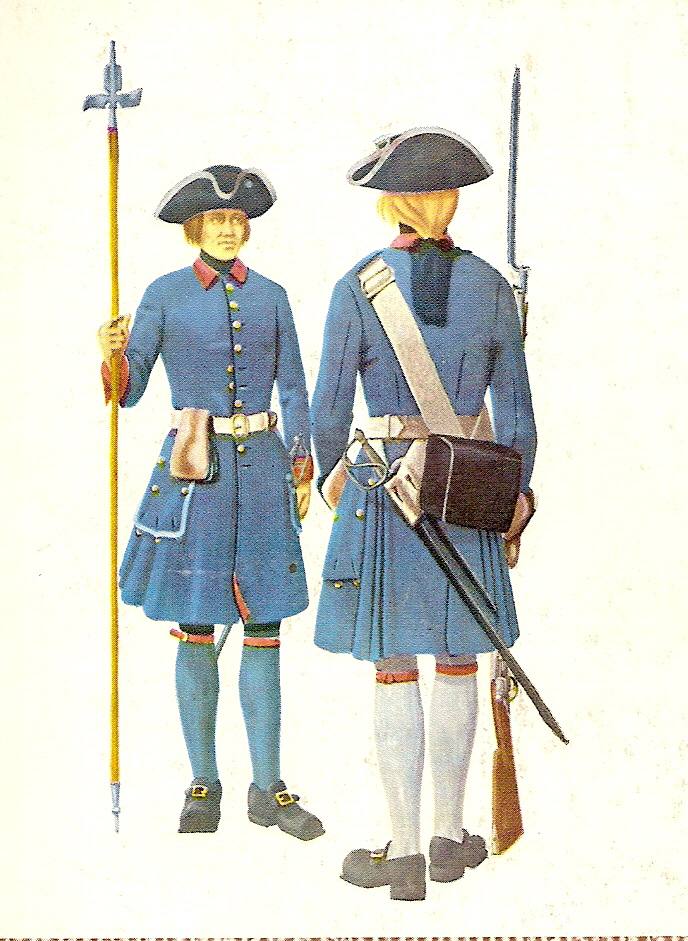
Униформа солдат Улеаборгского городского ополчения и Эстерботтенского пехотного полка образца 1705 года. Современный рисунок

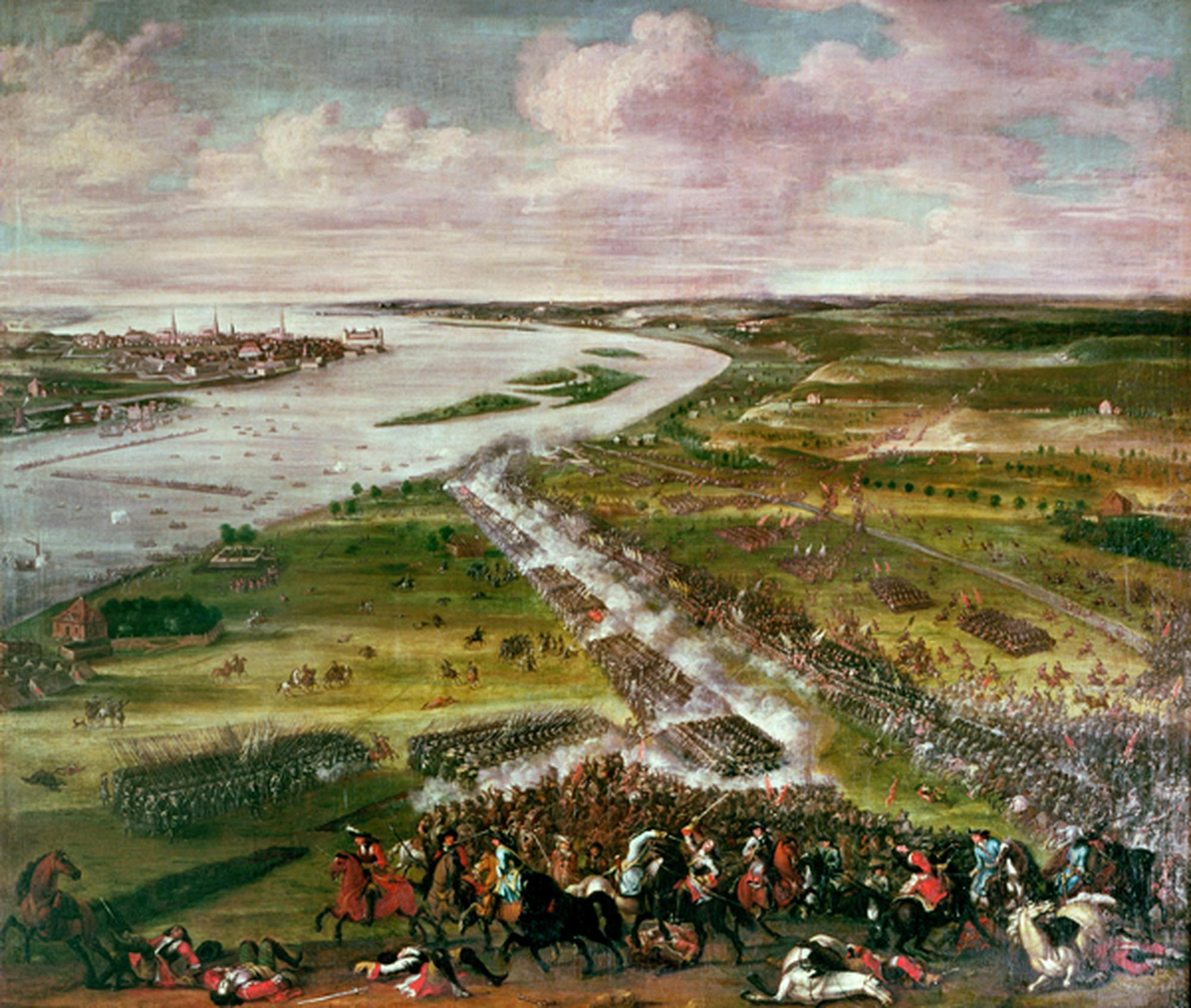
Атака каролинеров в битве на Двине

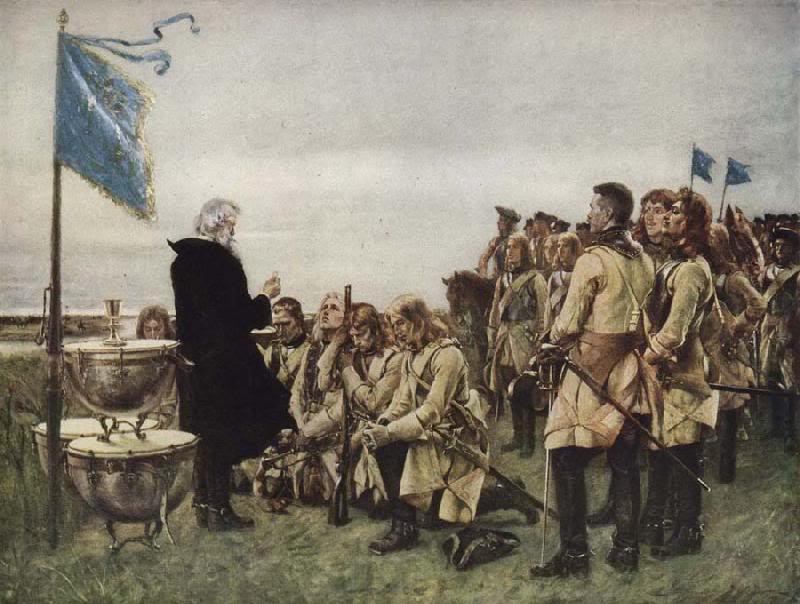
Благодарственная молитва после битвы при Фрауштадте. Картина Густава Седерстрёма 1900 года

Каролинская пехота (каролинеры, швед. karoliner) — отборный военный экспедиционный корпус, служивший шведским королям Карлу XI и Карлу XII примерно с 1680 по 1721 годы.

## Описание
Каролинеры были лучшей армией того времени и брали не числом, а умением. Дисциплинированные каролинеры применяли на практике последние достижения тактической мысли. Каролинеры были исключительно ударными войсками; к отступлению их не готовили. Они мчались на вражеские шеренги и стреляли только с близкого расстояния, на поражение. Яростный натиск каролинеров сломил боевой дух не одной вражеской армии и обратил в бегство не одно боевое построение. Ярко выраженная наступательная тактика сильно содействовала — благодаря своей успешности — формированию неслыханного ранее боевого духа армии; в то же время эту тактику было бы невозможно воплотить на поле боя, если бы дух армии был низок. Также каролинеры отличались своей религиозностью и перед битвой всегда молились, а также могли идти в атаку и петь молитву.

## История
В 1680 году Карл XI провёл ряд политических и военных реформ и сделал себя самодержцем. Его величайшей реформой стало строительство Надельной системы, при которой все фермеры каждой земли должны были обеспечить корону полком из 1000 мужчин с полным вооружением и обмундированием. Каждый участок делился на «корни». 5 фермеров образуют корень и подписывают договор с короной, что они предоставят солдат. В договоре было оговорено, что военнослужащий будет обеспечен домом и садовым участком. Таким образом Карл XI был обеспечен профессиональной армией в 18 000 пехотинцев и 8000 всадников. Сюда могут быть добавлены 7,000 пехоты и 3000 кавалерии из Финляндии. Вдоль побережья и крупных городских портов моряки были взяты в рамках системы, обеспечивая тем самым состав военно-морского флота в 6600 моряков в Швеции и 600 в Финляндии.
Про Карла XII сказано, что «он не мог отступить, только атака или смерть». То же самое касается и его солдат. В шведской армии того времени тактики отступления не было. Войска были обязаны атаковать или сражаться там, где они стояли.

## Тактика
Шведская пехота пользовалась на протяжении Великой Северной войны тем, что называлось «Новым манером… боевых действий батальона». Эта техника ведения боя, временно регламентированная в 1694 г., гласила: «Если командир батальона приказывает: „Готовься!“, то пикинёры поднимают свои пики, выдвигаясь вперед, пока он [батальон] не сблизится с противником на 70 шагов. Как только будет скомандовано: „Две задние шеренги, изготовиться к огню!“, эти шеренги выдвигаются вперед и сдваивают две передние шеренги. Как только две задние шеренги произвели выстрел, они обнажают шпаги. И как только две передние шеренги выдвинулись, две задние шеренги тесно смыкаются с тыла с двумя передними шеренгами, после чего весь батальон марширует таким образом сомкнутым строем в глубину и в ширину рядами на противника, пока батальон не сблизится с ним на 30 шагов. Тогда отдается команда: „Две передние шеренги, изготовиться к огню!“ Как только произведен выстрел, они обнажают шпаги и врываются в ряды противника».
Метод атаки, предписанный каролинской пехоте, уделял ведению огня значительно меньшую роль, чем использованию холодного оружия. Ведь согласно этому уставному предписанию каждый мушкетёр должен был произвести перед рукопашной схваткой один-единственный выстрел и после этого действовать исключительно шпагой или штыком. Добавим к этому, что пикинёры — треть батальона — не имели иного оружия, кроме холодного.
Тактика ведения огня каролинским батальоном позволяла сделать темп атаки значительно более высоким, чем при использовании тогдашнего метода непрестанного ведения огня. Схематически этот последний порядок означал, что батальон расчленялся в ширину на, к примеру, восемь (или четыре, или шестнадцать) одинаковых по численности частей (плутонгов, взводов) — которые мы можем здесь нумеровать от 1-го до 8-го, считая справа, — и эти плутонги один за другим открывали огонь: 1-й и 5-й, затем 2-й и 6-й, затем 3-й и 7-й и так далее, в то время как остальные плутонги перезаряжали оружие со всей возможной быстротой. Поскольку весь батальон должен был останавливаться каждый раз, когда часть его открывала огонь, продвижение вперед шло сравнительно медленно. Напротив, каролинской пехотной линии не нужно было останавливаться для ведения огня более чем два раза на протяжении всей атаки.

## В культуре
- В компьютерных сериях игр в Civilization V и Civilization VI каролинеры являются национальным юнитом Швеции.
- В игре Age of Empires III: Definitive Edition это уникальный юнит шведов.
- Каролинерам посвящена песня «The Carolean’s Prayer» из альбома Carolus Rex шведской пауэр-метал группы Sabaton.
- Каролинерам посвящен альбом «Karoliner» патриотической шведской викинг-рок группы Ultima Thule 1996 года.